# Sea Without Shore
Pour plus de détails, voir Fiche technique et Distribution.
Sea Without Shore est un film dramatique britannique réalisé par André Semenza et Fernanda Lippi, sorti en 2015.

## Fiche technique
- Titre original : Sea Without Shore
- Réalisation : André Semenza, Fernanda Lippi
- Scénario : André Semenza, Fernanda Lippi, Charles Algernon Swinburne, Katherine Philips et Renée Vivien
- Musique : The Hafler Trio
- Production : André Semenza, Fernanda Lippi et Kristian Brandt
- Sociétés de production : Maverick Motion
- Sociétés de distribution :
- Budget :
- Pays d’origine :  Royaume-Uni
- Langue originale : suédois
- Format : Couleurs
- Genre : Dramatique
- Lieux de tournage : Suède
- Durée : 91 minutes
- Dates de sortie : 
  -  Royaume-Uni : 5 mars 2015

## Distribution
- Livia Rangel
- Fernanda Lippi
- Anna Mesquita
- Ankie Hermansson